# Charles Leclerc
Charles Leclerc (Monte Carlo, Monako, 16. listopada 1997.) je monegaški vozač Formule 1 za momčad Ferrari, te prvak Grand Prix 3 serije 2016. i Formule 2 2017. U Formuli 1 nastupa od 2018., a do sada je ostvario sedam pobjeda.

## Osobni život
Puno mu je ime Charles Marc Hervé Perceval Leclerc. Otac mu je bio Hervé Leclerc, a majka mu je Pascale. Charles Leclerc ima starijeg brata, Lorenza te mlađeg, Arthura. Djed mu je bio Charles Manni - osnivač tvrtke Mecaplast (koja je kasnije preimenovana u Novares Group), a koju trenutno vodi Leclercov ujak, Thierry Manni. Leclercov otac, Hervé, u 80-ima i 90-im godinama 20. stoljeća natjecao se u Formuli 3. Osim francuskog jezika, Leclerc govori i talijanski i engleski jezik. U vezi je s Alexandrom Saint-Mleux. 

## Početak utrkivanja

### Karting
Leclerc je započeo utrkivanje u kartingu 2005., a iste godine osvaja naslov u francuskom PACA prvenstvu. U istoj kategoriji osvaja naslov još 2006. i 2008. Godine 2010. osvaja naslov u Monaco Kart Cup - KF3 kategoriji, a sljedeće 2011. čak tri naslova u tri različita prvenstva: ERDF Masters Kart - Junior, CIK-FIA Karting Academy Trophy i CIK-FIA World Cup for KF3 prvenstvu. Godine 2012. Leclerc je prvak WSK Euro Series - KF2 prvenstva, a posljednje 2013. osvaja naslov u South Garda Winter Cup - KZ2 kategoriji.

### Formula Renault 2.0
Godine 2014. Leclerc debitira u jednosjedu, utrkujući se u prvenstvu Formula Renault 2.0 Alps za momčad Fortec Motorsport. Nakon što u prve dvije utrke odustaje, Leclerc osvaja prvo postolje na sprint utrci u Pauu. Još dva postolja osvaja na stazi Spa-Francorchamps, a prve dvije pobjede dolaze u Monzi na glavnoj utrci i sprint utrci. Do kraja sezona osvaja još dva postolja na utrci u Mugellu i sa 199 osvojenih bodova osvaja drugo mjesto u ukupnom poretku iza Nycka de Vriesa.
Iste godine nastupa i na nekoliko utrka u Eurocup Formula Renault 2.0 prvenstvu, ali samo kao gostujući vozač. Iako je osvojio tri druga mjesta, u sprint utrci na Nürburgringu i po dva na Hungaroringu na glavnoj utrci i sprint utrci, Leclerc nije osvojio bodove zbog pravila da gostujući vozači ne sudjeluju u raspodjeli bodova bez obzira o plasmanu na kraju utrke.

### Europska Formula 3
Nakon drugog mjesta u Formuli Renault 2.0 Alps, Leclerc se 2015. počeo utrkivati u Europskoj Formuli 3 za momčad Van Amersfoort Racing. Prvo postolje osvaja u prvoj rundi na Silverstoneu u drugoj utrci, a prvu pobjedu na trećoj utrci na istoj stazi. Na sljedeće tri utrke druge runde u Hockenheimringu, osvaja dva postolja i pobjedu, a u trećoj rundi na stazi Pau osvaja tri postolja. Nakon što je na Monzi upisao prvo odustajanje u sezoni, na stazi Spa-Francorchamp ostvaruje treću pobjedu i preuzima vodstvo u ukupnom poretku vozača. Odličnu formu zadržava i na sljedeće tri utrke šeste runde na Norisringu, kada ostvaruje pobjedu i postolje. No u nastavku sezone u sljedećih pet rundi, odnosno 15 utrka, ne uspijeva više doći do pobjede i postolja, te sezonu završava na četvrtom mjestu s 363,5 bodova.

### Grand Prix 3
Godine 2016. Leclerc se pridružio momčadi ART Grand Prix u Grand Prix 2 seriji. Momčadski kolege su mu bili: Nirei Fukuzumi, Alexander Albon i stari znanac iz Formule Renault 2.0 Alps – Nyck de Vries. Leclerc je sezonu započeo pobjedom u glavnoj utrci u Barceloni, a nastavio pobjedom na glavnoj utrci na Red Bull Ringu. U sljedećih šest utrka na Silverstoneu, Hungaroringu i Hockenheimringu ne uspijeva pobijediti, no ostvaruje četiri postolja. Nakon Hockenheimringa, Leclerc je bio vodeći vozač prvenstva sa 126 bodova, tri više od Alexa Albona i 11 više od trećeplasiranog Antonija Fuoca. Treću i posljednju pobjedu Leclerc ostvaruje na glavnoj utrci na Spa-Francorchampsu. Na Monzi nije uspio pobijediti s pole positiona na glavnoj utrci, već osvojio tek četvrto mjesto, dok je na sprint utrci odustao. No unatoč lošijem rezultatu, zadržao je vodstvo u ukupnom poretku. Slična situacija se dogodila i na Sepangu, kada nije uspio pobijediti s pole positiona, već je osvojio treće mjesto na glavnoj utrci, dok je na sprint utrci stigao do petog mjesta. Uoči posljednje utrke na Yas Marini, Leclerc je bio vodeći vozač prvenstva s 202 boda, ispred Alexa Albona sa 177 bodova i Antonija Fuoca sa 157 bodova. Takvo bodovno stanje i poredak su ostali i nakon posljednje utrke, pošto ni jedan od tri vodeća vozača nije osvojio niti jedan bod na Yas Marini.

## Formula 1
Iste godine kada se natjecao u Grand Prix 3 prvenstvu, Leclerc je prvi put odvozio slobodni trening na vikendu Formule 1. Dogodilo se to na Silverstoneu na VN Velike Britanije 2016. kada je u Haasovom VF-16 bolid, vozio prvi slobodni trening u petak umjesto Estebana Gutiérreza. Do kraja te godine još je tri puta vozio slobodni trening; na VN Mađarske, VN Njemačke i VN Brazila. Sljedeće 2017. kada se natjecao u Formuli 2, također je odvozio četiri slobodna treninga na vikendima Formule 1, no ovoga puta u Sauberovom C38 bolidu. Prvi put na VN Malezije umjesto Marcusa Ericssona, te na još tri slobodna treninga; VN SAD-a, VN Meksika i VN Brazila.

## Rezultati
| Sezona | Serija                      | Momčad                    | Utrke      | Pobjede    | Prva startna mjesta | Najbrži krugovi | Podiji     | Bodovi     | Pozicija   |
| ------ | --------------------------- | ------------------------- | ---------- | ---------- | ------------------- | --------------- | ---------- | ---------- | ---------- |
| 2014.  | Formula Renault 2.0 Alps    | Fortec Motorsports        | 14         | 2          | 1                   | 0               | 7          | 199        | 2.         |
| 2014.  | Eurocup Formula Renault 2.0 | Fortec Motorsports        | 6          | 0          | 0                   | 0               | 3          | 0          | N.K.†      |
| 2015.  | Europska Formula 3          | Van Amersfoort Racing     | 33         | 4          | 3                   | 5               | 13         | 363.5      | 4.         |
| 2015.  | Velika nagrada Makaa        | Van Amersfoort Racing     | 1          | 0          | 0                   | 0               | 1          | 0          | 2.         |
| 2016.  | Formula 1                   | Scuderia Ferrari          | Test vozač | Test vozač | Test vozač          | Test vozač      | Test vozač | Test vozač | Test vozač |
| 2016.  | Formula 1                   | Haas F1 Team              | Test vozač | Test vozač | Test vozač          | Test vozač      | Test vozač | Test vozač | Test vozač |
| 2016.  | GP3 Series                  | ART Grand Prix            | 18         | 3          | 4                   | 4               | 8          | 202        | 1.         |
| 2017.  | Formula 1                   | Scuderia Ferrari          | Test vozač | Test vozač | Test vozač          | Test vozač      | Test vozač | Test vozač | Test vozač |
| 2017.  | Formula 1                   | Sauber F1 Team            | Test vozač | Test vozač | Test vozač          | Test vozač      | Test vozač | Test vozač | Test vozač |
| 2017.  | Formula 2                   | Prema Racing              | 22         | 7          | 8                   | 4               | 10         | 282        | 1.         |
| 2018.  | Formula 1                   | Alfa Romeo Sauber F1 Team | 17         | 0          | 0                   | 0               | 0          | 21*        | 15.*       |

### Nepotpuni popis rezultata u Formuli 1
(legenda) (Utrke označene debelim slovima označuju najbolju startnu poziciju) (Utrke označene kosim slovima označuju najbrži krug utrke)
| Godina | Konstruktor / Momčad                     | 1.     | 2.     | 3.     | 4.    | 5.     | 6.      | 7.     | 8.     | 9.    | 10.     | 11.     | 12.     | 13.     | 14.    | 15.   | 16.   | 17.     | 18.     | 19.   | 20.    | 21.   | 22. | Bodovi | Poredak |
| ------ | ---------------------------------------- | ------ | ------ | ------ | ----- | ------ | ------- | ------ | ------ | ----- | ------- | ------- | ------- | ------- | ------ | ----- | ----- | ------- | ------- | ----- | ------ | ----- | --- | ------ | ------- |
| 2018.  | Sauber-Ferrari Alfa Romeo Sauber F1 Team | AUS 13 | BHR 12 | KIN 19 | AZE 6 | ŠPA 10 | MON 18  | KAN 10 | FRA 10 | AUT 9 | VBR Ret | NJE 15  | MAĐ Ret | BEL Ret | ITA 11 | SIN 9 | RUS 7 | JAP Ret | SAD Ret | MEX 7 | BRA 7  | ABU 7 |     | 39     | 13.     |
| 2019.  | Ferrari Scuderia Ferrari Mission Winnow  | AUS 5  | BHR 3  | KIN 5  | AZE 5 | ŠPA 5  | MON Ret | KAN 3  | FRA 3  | AUT 2 | VBR 3   | NJE Ret | MAĐ 4   | BEL 1   | ITA 1  | SIN 2 | RUS 3 | JAP 6   | MEX 4   | SAD 4 | BRA 18 | ABU 3 |     | 264    | 4.      |
| 2020.  | Ferrari Scuderia Ferrari Mission Winnow  | AUS    | BHR    | VIJ    | KIN   | NIZ    | ŠPA     | MON    | AZE    | KAN   | FRA     | AUT     | VBR     | MAĐ     | BEL    | ITA   | SIN   | RUS     | JAP     | SAD   | MEX    | BRA   | ABU |        |         |

## Vanjske poveznice
- Charles Leclerc Driverdb.com